# Bolesławów (powiat gostyniński)
Bolesławów – wieś sołecka w Polsce położona w województwie mazowieckim, w powiecie gostynińskim, w gminie Gostynin.
Osada holenderska założona przez rokiem 1800. W 1881 roku liczyła 130 mieszkańców. Działała tutaj szkoła ewangelicka. Do dzisiejszych czasów zachował się tylko jeden murowany dom związany z osadnictwem holenderskim, sprzed 1945 roku.
W latach 1954–1972 wieś należała i była siedzibą władz gromady Bolesławów. W latach 1975–1998 miejscowość należała administracyjnie do województwa płockiego.